# Elin Bengtsson
Elin Bengtsson, född 1987 i Uddevalla, är en svensk författare och filosofie doktor i genusvetenskap. Hon debuterade 2013 med boken Mellan vinter och himmel. För Ormbunkslandet (2016) blev hon nominerad till både Augustpriset och Nordiska rådets pris för barn- och ungdomslitteratur. Bengtssons böcker skildrar bland annat unga relationer, sexualitet, förbjudna känslor och maktspel.
Elin Bengtsson disputerade vid Stockholms universitet i december 2022. Hennes avhandling Perversa tidsligheter nominerades till årets facklitterära verk av litteraturpriset Prisma 2023.